# Хокей на зимових Олімпійських іграх 1976

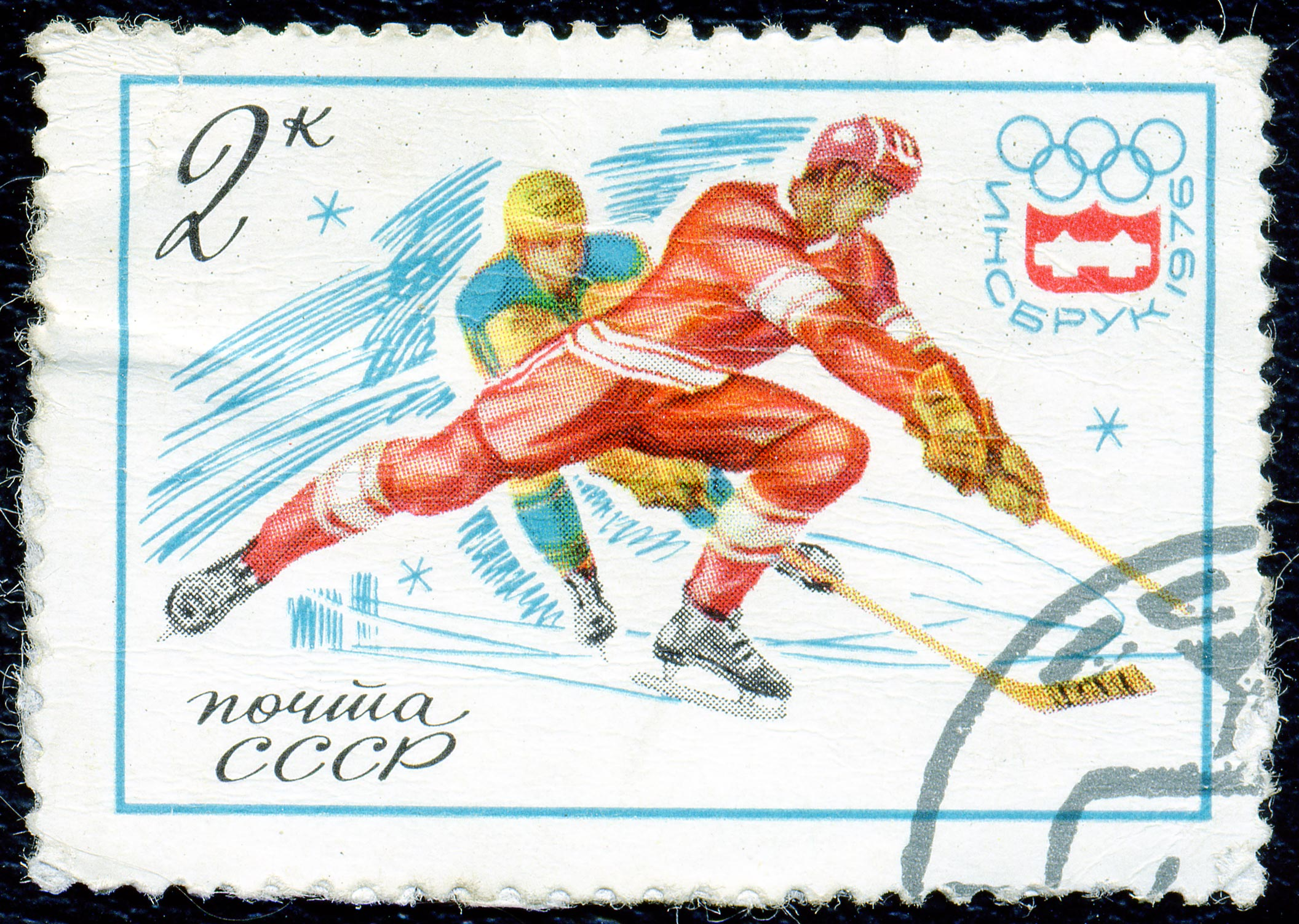

Хокейний турнір на зимових Олімпійських іграх 1976 проходив з 2 по 14 лютого 1976 року в місті Інсбрук (Австрія). Переможці пар на попередньому етапі отримали право безпосередньо боротися за нагороди (група А). Команди, які зазнали поразки, змагалися за місця з 7-го по 12-те (група В).
Збірна СРСР перемогла в усіх матчах і вчетверте поспіль здобула золоті олімпійські нагороди. Срібні медалі отримали чехословацькі хокеїсти, бронзові — збірна ФРН.

## Попередній етап
| Дата       | Команда        | Рахунок | Команда   |
| ---------- | -------------- | ------- | --------- |
| 02.02.1976 | Польща         | 7 : 4   | Румунія   |
| 02.02.1976 | Чехословаччина | 14 : 1  | Болгарія  |
| 02.02.1976 | ФРН            | 5 : 1   | Швейцарія |
| 03.02.1976 | Фінляндія      | 11 : 2  | Японія    |
| 03.02.1976 | США            | 8 : 4   | Югославія |
| 03.02.1976 | СРСР           | 16 : 3  | Австрія   |

## Група А
| М | Команда        | І | Пер | Н | Пор | ЗШ | ПШ | О  |
| - | -------------- | - | --- | - | --- | -- | -- | -- |
| 1 | СРСР           | 5 | 5   | 0 | 0   | 40 | 11 | 10 |
| 2 | Чехословаччина | 5 | 3   | 0 | 2   | 17 | 10 | 6  |
| 3 | ФРН            | 5 | 2   | 0 | 3   | 21 | 24 | 4  |
| 4 | Фінляндія      | 5 | 2   | 0 | 3   | 19 | 18 | 4  |
| 5 | США            | 5 | 2   | 0 | 3   | 15 | 21 | 4  |
| 6 | Польща         | 5 | 1   | 0 | 4   | 9  | 37 | 0  |

Скорочення: М = підсумкове місце, І = ігри, Пер = перемоги, Н = нічиї, Пор = поразки, ЗШ = закинуті шайби, ПШ = пропущені шайби, О = набрані очки

### Результати матчів
| Дата       | Команда        | Рахунок | Команда        |
| ---------- | -------------- | ------- | -------------- |
| 06.02.1976 | ФРН            | 7 : 4   | Польща         |
| 06.02.1976 | СРСР           | 6 : 2   | США            |
| 06.02.1976 | Чехословаччина | 2 : 1   | Фінляндія      |
| 08.02.1976 | СРСР           | 16 : 1  | Польща         |
| 08.02.1976 | Фінляндія      | 5 : 3   | ФРН            |
| 08.02.1976 | Чехословаччина | 5 : 0   | США            |
| 10.02.1976 | США            | 5 : 4   | Фінляндія      |
| 10.02.1976 | Польща         | 4 : 7   | Чехословаччина |
| 10.02.1976 | СРСР           | 7 : 3   | ФРН            |
| 12.02.1976 | США            | 7 : 2   | Польща         |
| 12.02.1976 | Чехословаччина | 7 : 4   | ФРН            |
| 12.02.1976 | СРСР           | 7 : 2   | Фінляндія      |
| 14.02.1976 | США            | 1 : 4   | ФРН            |
| 14.02.1976 | Фінляндія      | 7 : 1   | Польща         |
| 14.02.1976 | СРСР           | 4 : 3   | Чехословаччина |

## Група В
| М  | Команда   | І | Пер | Н | Пор | ЗШ | ПШ | О |
| -- | --------- | - | --- | - | --- | -- | -- | - |
| 7  | Румунія   | 5 | 4   | 0 | 1   | 23 | 15 | 8 |
| 8  | Австрія   | 5 | 3   | 0 | 2   | 18 | 14 | 6 |
| 9  | Японія    | 5 | 3   | 0 | 2   | 20 | 18 | 6 |
| 10 | Югославія | 5 | 3   | 0 | 2   | 22 | 19 | 6 |
| 11 | Швейцарія | 5 | 2   | 0 | 3   | 24 | 22 | 4 |
| 12 | Болгарія  | 5 | 0   | 0 | 5   | 19 | 38 | 0 |

### Результати матчів
| Дата       | Команда   | Рахунок | Команда   |
| ---------- | --------- | ------- | --------- |
| 05.02.1976 | Югославія | 6 : 4   | Швейцарія |
| 05.02.1976 | Румунія   | 3 : 1   | Японія    |
| 05.02.1976 | Австрія   | 6 : 2   | Болгарія  |
| 07.02.1976 | Югославія | 4 : 3   | Румунія   |
| 07.02.1976 | Швейцарія | 8 : 3   | Болгарія  |
| 07.02.1976 | Австрія   | 3 : 2   | Японія    |
| 09.02.1976 | Югославія | 8 : 5   | Болгарія  |
| 09.02.1976 | Швейцарія | 4 : 6   | Японія    |
| 09.02.1976 | Австрія   | 3 : 4   | Румунія   |
| 11.02.1976 | Румунія   | 9 : 4   | Болгарія  |
| 11.02.1976 | Японія    | 4 : 3   | Югославія |
| 11.02.1976 | Австрія   | 3 : 5   | Швейцарія |
| 13.02.1976 | Японія    | 7 : 5   | Болгарія  |
| 13.02.1976 | Румунія   | 8 : 4   | Швейцарія |
| 13.02.1976 | Австрія   | 3 : 1   | Югославія |

## Призери
СРСР: воротарі — Владислав Третьяк, Олександр Сидельников; захисники — Сергій Бабінов, Олександр Гусєв, Юрій Ляпкін, Геннадій Циганков, Валерій Васильєв, Володимир Лутченко; нападники — Борис Михайлов, Володимир Петров, Валерій Харламов, Володимир Шадрін, Олександр Якушев, Віктор Шалімов, Олександр Мальцев, Віктор Жлуктов, Сергій Капустін, Борис Александров. Тренери — Борис Кулагін, Костянтин Локтєв, Володимир Юрзінов.
 Чехословаччина: воротарі — Їржі Голечек, Їржі Црга; захисники — Олдржих Махач, Франтішек Поспішил, Їржі Бубла, Мілан Кайкл, Мілан Халупа, Мирослав Дворжак; нападники — Едуард Новак, Мілан Новий, Йозеф Аугуста, Богуслав Еберманн, Іван Глінка, Їржі Голик, Владімір Мартінець, Їржі Новак, Богуслав Штястний, Ярослав Поузар. Тренери — Карел Гут, Ян Старший.
 ФРН: воротарі — Антон Кегле, Еріх Вайсгаупт; захисники — Ігнац Бернданер, Клаус Аугубер, Удо Кісслінг, Рудольф Таннер, Йозеф Фольк, Штефан Метц; нападники — Еріх Кюнгакль, Ернст Кепф, Лоренц Функ, Мартін Гінтерштоккер, Райнер Філіпп, Алоїз Шлодер, Вальтер Кеберле, Вольфганг Боос, Ференц Фоцар, Франц Райндль.

## Найкращі бомбардири
| М  | Гравець           | Очки     |
| -- | ----------------- | -------- |
| 1  | Володимир Шадрін  | 10 (6+4) |
| 2  | Еріх Кюнгакль     | 10 (5+5) |
| 2  | Олександр Мальцев | 10 (5+5) |
| 2  | Віктор Шалімов    | 10 (5+5) |
| 5  | Валерій Харламов  | 9 (3+6)  |
| 6  | Ернст Кепф        | 8 (3+5)  |
| 7  | Володимир Петров  | 7 (4+3)  |
| 8  | Боб Добек         | 7 (3+4)  |
| 8  | Олександр Якушев  | 7 (3+4)  |
| 10 | Лоренц Функ       | 7 (2+5)  |